# Superligan (Moldavien)
Super Liga (svenska: Superligan) är den högsta fotbollsligan i Moldavien. I ligan spelar åtta klubbar där den sämst placerade klubben efter säsongen flyttas ned till Liga 1 och ersätts av vinnaren av Liga 1. 
Divizia Naţională började spelas år 1992, då Moldavien blev självständigt från Sovjetunionen. Ligan bytte 2022 namn till Super Liga (Superligan) och antalet klubbar ändrades från tio till åtta.

## Klubbar

### 2022/23
|  | #  | Antal lag          | Placering | Säsongen 2021/22  |
|  | -- | ------------------ | --------- | ----------------- |
|  | 1. | FC Sheriff         | 1.        | Divizia Națională |
|  | 2. | „Petrocub“         | 2.        | Divizia Națională |
|  | 3. | FC Milsami         | 3.        | Divizia Națională |
|  | 4. | „Sfintul Gheorghe“ | 4.        | Divizia Națională |
|  | 5. | „Bălți“            | 5.        | Divizia Națională |
|  | 6. | „Dinamo-Auto“      | 6.        | Divizia Națională |
|  | 7. | „Zimbru“           | 7.        | Divizia Națională |
|  | 8. | FC Dacia Buiucani  | 1.        | Divizia „A“       |

### 2021/22
|    | #  | Antal lag          | Placering | Säsongen 2020/21  |
| -- | -- | ------------------ | --------- | ----------------- |
|    | 1. | FC Sheriff         | 1.        | Divizia Națională |
|    | 2. | „Petrocub“         | 2.        | Divizia Națională |
|    | 3. | FC Milsami         | 3.        | Divizia Națională |
|    | 4. | „Sfintul Gheorghe“ | 4.        | Divizia Națională |
|    | 5. | „Dinamo-Auto“      | 6.        | Divizia Națională |
| –6 | 6. | „Florești“         | 7.        | Divizia Națională |
|    | 7. | „Zimbru“           | 8.        | Divizia Națională |
|    | 8. | „Bălți“            | 1.        | Divizia „A“       |

sex poängs straff „Florești“

### 2020/21
|  | #   | Antal lag          | Placering | Säsongen 2019     |
|  | --- | ------------------ | --------- | ----------------- |
|  | 1.  | FC Sheriff         | 1.        | Divizia Națională |
|  | 2.  | „Sfintul Gheorghe“ | 2.        | Divizia Națională |
|  | 3.  | „Petrocub“         | 3.        | Divizia Națională |
|  | 4.  | „Dinamo-Auto“      | 4.        | Divizia Națională |
|  | 5.  | FC Milsami         | 5.        | Divizia Națională |
|  | 6.  | „Speranţa“         | 6.        | Divizia Națională |
|  | 7.  | „Zimbru“           | 7.        | Divizia Națională |
|  | 8.  | „Codru Lozova“     | 8.        | Divizia Națională |
|  | 9.  | „Florești“         | 1.        | Divizia „A“       |
|  | 10. | „Dacia Buiucani“   | 2.        | Divizia „A“       |

## Mästare
| Säsong  | Mästare                | Skytteligavinnare                                                                                              |
| ------- | ---------------------- | --- |
| 1992    | Zimbru Chișinău        | Serghej Aleksandrov (Bugeac Comrat), Oleg Flentea (Constructorul Chișinău) (13)                                |
| 1992–93 | Zimbru Chișinău        | Vladimir Kosse (Tiligul-Tiras Tiraspol) (30)                                                                   |
| 1993–94 | Zimbru Chișinău        | Vladimir Kosse (Tiligul-Tiras Tiraspol) (24)                                                                   |
| 1994–95 | Zimbru Chișinău        | Vladislav Gavriliuc (Nistru Otaci / Zimbru Chișinău) (20)                                                      |
| 1995–96 | Zimbru Chișinău        | Vladislav Gavriliuc (Zimbru Chișinău) (34)                                                                     |
| 1996–97 | Constructorul Chișinău | Serghei Rogaciov (Constructorul Chișinău / Olimpia Bălţi) (35)                                                 |
| 1997–98 | Zimbru Chișinău        | Serghei Cleșcenco (Zimbru Chișinău) (25)                                                                       |
| 1998–99 | Zimbru Chișinău        | Serghei Rogaciov (Sheriff Tiraspol) (21)                                                                       |
| 1999–00 | Zimbru Chișinău        | Serghei Rogaciov (Sheriff Tiraspol) (20)                                                                       |
| 2000–01 | Sheriff Tiraspol       | Ruslan Barburoș (Haiducul Sporting / Agro Chișinău / Sheriff Tiraspol), Davit Mudzjiri (Sheriff Tiraspol) (17) |
| 2001–02 | Sheriff Tiraspol       | Ruslan Barburoș (Sheriff Tiraspol) (17)                                                                        |
| 2002–03 | Sheriff Tiraspol       | Serghei Dadu (FC Tiraspol / Sheriff Tiraspol) (19)                                                             |
| 2003–04 | Sheriff Tiraspol       | Vladimir Sjisjelov (Zimbru Chișinău) (15)                                                                      |
| 2004–05 | Sheriff Tiraspol       | Catalin Lichioiu (Nistru Otaci) (16)                                                                           |
| 2005–06 | Sheriff Tiraspol       | Aljaksej Kutjuk (Sheriff Tiraspol) (13)                                                                        |
| 2006–07 | Sheriff Tiraspol       | Aljaksej Kutjuk (Sheriff Tiraspol) (17)                                                                        |
| 2007–08 | Sheriff Tiraspol       | Igor Picușceac (FC Tiraspol / Sheriff Tiraspol) (14)                                                           |
| 2008–09 | Sheriff Tiraspol       | Oleg Andronic (Zimbru Chișinău) (16)                                                                           |
| 2009–10 | Sheriff Tiraspol       | Alexandr Maximov (FC Viitorul), Jymmy França (Sheriff Tiraspol) (13)                                           |
| 2010–11 | FC Dacia Chișinău      | Gheorghe Boghiu (Milsami Orhei) (26)                                                                           |
| 2011–12 | Sheriff Tiraspol       | Wilfried Balima (Sheriff Tiraspol) (18)                                                                        |
| 2012–13 | Sheriff Tiraspol       | Gheorghe Boghiu (Milsami Orhei) (16)                                                                           |
| 2013–14 | Sheriff Tiraspol       | Henrique Luvannor (Sheriff Tiraspol) (26)                                                                      |
| 2014–15 | Milsami Orhei          | Ricardinho (Sheriff Tiraspol) (19)                                                                             |
| 2015–16 | Sheriff Tiraspol       | Danijel Subotić (Sheriff Tiraspol) (12)                                                                        |
| 2016–17 | Sheriff Tiraspol       | Ricardinho (Sheriff Tiraspol) (15)                                                                             |
| 2017    | Sheriff Tiraspol       | Vitalie Damașcan (Sheriff Tiraspol) (13)                                                                       |
| 2018    | Sheriff Tiraspol       | Vladimir Ambros (Petrocub Hîncești) (12)                                                                       |
| 2019    | Sheriff Tiraspol       | Jurij Kendysh (Sheriff Tiraspol) (13)                                                                          |
| 2020/21 | Sheriff Tiraspol       | Frank Castañeda (Sheriff Tiraspol) (28)                                                                        |
| 2021/22 | Sheriff Tiraspol       | Vladimir Ambros (Petrocub Hîncești) (17)                                                                       |
| 2022/23 | Sheriff Tiraspol       | Rasheed Akanbi (Sheriff Tiraspol), Alexandru Dedov (Zimbru Chișinău) (8)                                       |